# Боброво (Сумская область)
Боброво (укр. Боброве) — село,
Каменский сельский совет,
Лебединский район,
Сумская область,
Украина.
Код КОАТУУ — 5922984202. Население по переписи 2001 года составляло 162 человека.

## Географическое положение
Село Боброво находится на правом берегу реки Псёл,
выше по течению на расстоянии в 3,5 км расположено село Пристайлово,
ниже по течению на расстоянии в 1 км расположено село Каменное,
на противоположном берегу — село Селище.
На расстоянии в 0,5 км расположено село Курды.
Река в этом месте извилистая, образует лиманы, старицы и заболоченные озёра.

## Религия
- Николаевская церковь, 1730 год.